# Estádio General José Antonio Páez
O Estádio General José Antonio Páez é um estádio multi-esportivo localizado na cidade de Acarigua–Araure, no estado Portuguesa, na Venezuela. O nome do estádio é uma homenagem ao político e presidente da Venezuela por três mandatos, José Antonio Páez.
A praça esportiva, usada principalmente para o futebol, é onde a Portuguesa FC, clube de futebol da cidade de Araure, manda seus jogos e tem capacidade para cerca de 18.000 torcedores. O mítico, como é carinhosamente conhecido o estádio do rojinegro, foi inaugurado em 1973.